# Blepharis drummondii
Blepharis drummondii är en akantusväxtart som beskrevs av K. Vollesen. Blepharis drummondii ingår i släktet Blepharis och familjen akantusväxter. Inga underarter finns listade i Catalogue of Life.